# Venezuelai női labdarúgó-válogatott
A venezuelai női labdarúgó-válogatott képviseli Venezuelát a nemzetközi női labdarúgó eseményeken. A csapatot a Venezuelai labdarúgó-szövetség szervezi és irányítja. A venezuelai női-válogatott szövetségi kapitánya Pamela Conti.
A venezuelai női nemzeti csapat még egyszer sem kvalifikálta magát világbajnokságra, és az olimpiai játékokra. 1991 óta megrendezésre kerülő Sudamericano Femenino kontinens-bajnokságon - 1995-öt kivéve - minden alkalommal részt vett.

## Története
Első nem hivatalos mérkőzését 1966. július 13-án játszották Caracasban, Kolumbia legjobbjai ellen. A találkozót 1-2 arányban a vendégcsapat nyerte.

## Nemzetközi eredmények

### Világbajnoki szereplés
| Év       | Helyszín         | Eredmény      | Hely | M | Gy | D | V | Rg | Kg | Gk | P |
| -------- | ---------------- | ------------- | ---- | - | -- | - | - | -- | -- | -- | - |
| 1991     | Kína             | nem jutott be | –    | – | –  | – | – | –  | –  | –  | – |
| 1995     | Svédország       | nem jutott be | –    | – | –  | – | – | –  | –  | –  | – |
| 1999     | Egyesült Államok | nem jutott be | –    | – | –  | – | – | –  | –  | –  | – |
| 2003     | Egyesült Államok | nem jutott be | –    | – | –  | – | – | –  | –  | –  | – |
| 2007     | Kína             | nem jutott be | –    | – | –  | – | – | –  | –  | –  | – |
| 2011     | Németország      | nem jutott be | –    | – | –  | – | – | –  | –  | –  | – |
| 2015     | Kanada           | nem jutott be | –    | – | –  | – | – | –  | –  | –  | – |
| 2019     | Franciaország    | nem jutott be | –    | – | –  | – | – | –  | –  | –  | – |
| Összesen | Összesen         | 0 / 8         |      | – | –  | – | – | –  | –  | –  | – |

### Sudamericano Femenino-szereplés
| Év       | Helyszín  | Eredmény      | Hely | M  | Gy | D | V  | Rg | Kg | Gk  | P  |
| -------- | --------- | ------------- | ---- | -- | -- | - | -- | -- | -- | --- | -- |
| 1991     | Brazília  | bronzérmes    | 3.   | 2  | 0  | 0 | 2  | 0  | 7  | -7  | 0  |
| 1995     | Brazília  | nem jutott be | –    | –  | –  | – | –  | –  | –  | –   | –  |
| 1998     | Argentína | csoportkör    | –    | 4  | 0  | 0 | 4  | 2  | 25 | -23 | 0  |
| 2003     | Peru      | csoportkör    | –    | 2  | 0  | 0 | 2  | 0  | 10 | -10 | 0  |
| 2006     | Argentína | csoportkör    | –    | 4  | 1  | 1 | 2  | 4  | 10 | -6  | 4  |
| 2010     | Ecuador   | csoportkör    | –    | 4  | 1  | 0 | 3  | 2  | 21 | -19 | 3  |
| 2014     | Ecuador   | csoportkör    | –    | 4  | 1  | 1 | 2  | 4  | 6  | -2  | 4  |
| 2018     | Chile     | csoportkör    | –    | 4  | 2  | 0 | 2  | 9  | 6  | 3   | 6  |
| Összesen | Összesen  | 7 / 8         |      | 24 | 5  | 2 | 17 | 21 | 85 | -64 | 17 |

### Olimpiai szereplés
| Év       | Helyszín       | Eredmény      | Hely | M | Gy | D | V | Rg | Kg | Gk | P |
| -------- | -------------- | ------------- | ---- | - | -- | - | - | -- | -- | -- | - |
| 1996     | Atlanta        | nem jutott be | –    | – | –  | – | – | –  | –  | –  | – |
| 2000     | Sydney         | nem jutott be | –    | – | –  | – | – | –  | –  | –  | – |
| 2004     | Athén          | nem jutott be | –    | – | –  | – | – | –  | –  | –  | – |
| 2008     | Peking         | nem jutott be | –    | – | –  | – | – | –  | –  | –  | – |
| 2012     | London         | nem jutott be | –    | – | –  | – | – | –  | –  | –  | – |
| 2016     | Rio de Janeiro | nem jutott be | –    | – | –  | – | – | –  | –  | –  | – |
| Összesen | Összesen       | 0 / 5         |      | – | –  | – | – | –  | –  | –  | – |

## Lásd még
- Venezuelai labdarúgó-válogatott